# 케리 경영대학
존스 홉킨스 케리 경영대학(Johns Hopkins Carey Business School)은 미국 메릴랜드주 볼티모어에 위치한 존스 홉킨스 대학교 소속 경영대학원이다.

## 역사
1909년, 전문직 양성을 위해 설립된 존스 홉킨스 경영교육대학은 2007년 경영대학과 교육대학으로 분리되었다. 2006년 12월 5일, 미국의 자선가이자 세계 최대 상장 유한회사인 W.P. Carey & Company의 윌리엄 케리 회장은 "유수 사립대학 중 경영대가 존재하지 않는 학교는 프린스턴 대학교와 존스 홉킨스 대학교 뿐"이라고 주장하였다. 이후 존스 홉킨스 대학교의 경영교육을 위해 5천만 달러(한화 600억원)를 기부하였으며, 이에 대학측이 5천만 달러를 추가 조달하여 약 1억 달러의 자금으로 설립되었다.

## 소개
케리 경영대학은 존스 홉킨스 대학 내의 잔빌 크리거 문리대학, 존스 홉킨스 의과대학, 공중보건대, 간호대, SAIS, 화이팅 공과대학 등과 공동학위를 수여한다. 볼티모어 시내 및 워싱턴 D.C.에 위치한 캠퍼스는 세계적인 기업들과의 교류 및 인턴십 기회를 제공한다. 1999년, 경영학 석사 과정을 제공하기 시작하였으며, 2007년 새로운 경영대학이 출범하면서 기존 석사 과정을 흡수, 개편하였다. 학장으로는 의사 출신이자 맥킨지 & 컴퍼니 파트너 출신 버나드 페라리(Bernard T. Ferrari) 박사가 재임 중이다.

## 랭킹
세계 경영대학 평가 전문기관인 EDUNIVERSAL은 전 세계 1000명의 경영대학장들을 대상으로 조사한 평가에서 케리 경영대학을 TOP BUSINESS SCHOOL 항목 전미 5위로 선정한 바 있다. 포브스는 케리 경영대학의 Global MBA 과정을 "미국 10대 가장 혁신적인 경영대학 과정"에 선정하였다.

## 같이 보기
- 존스 홉킨스 대학교